# 本柳寺 (横浜市)

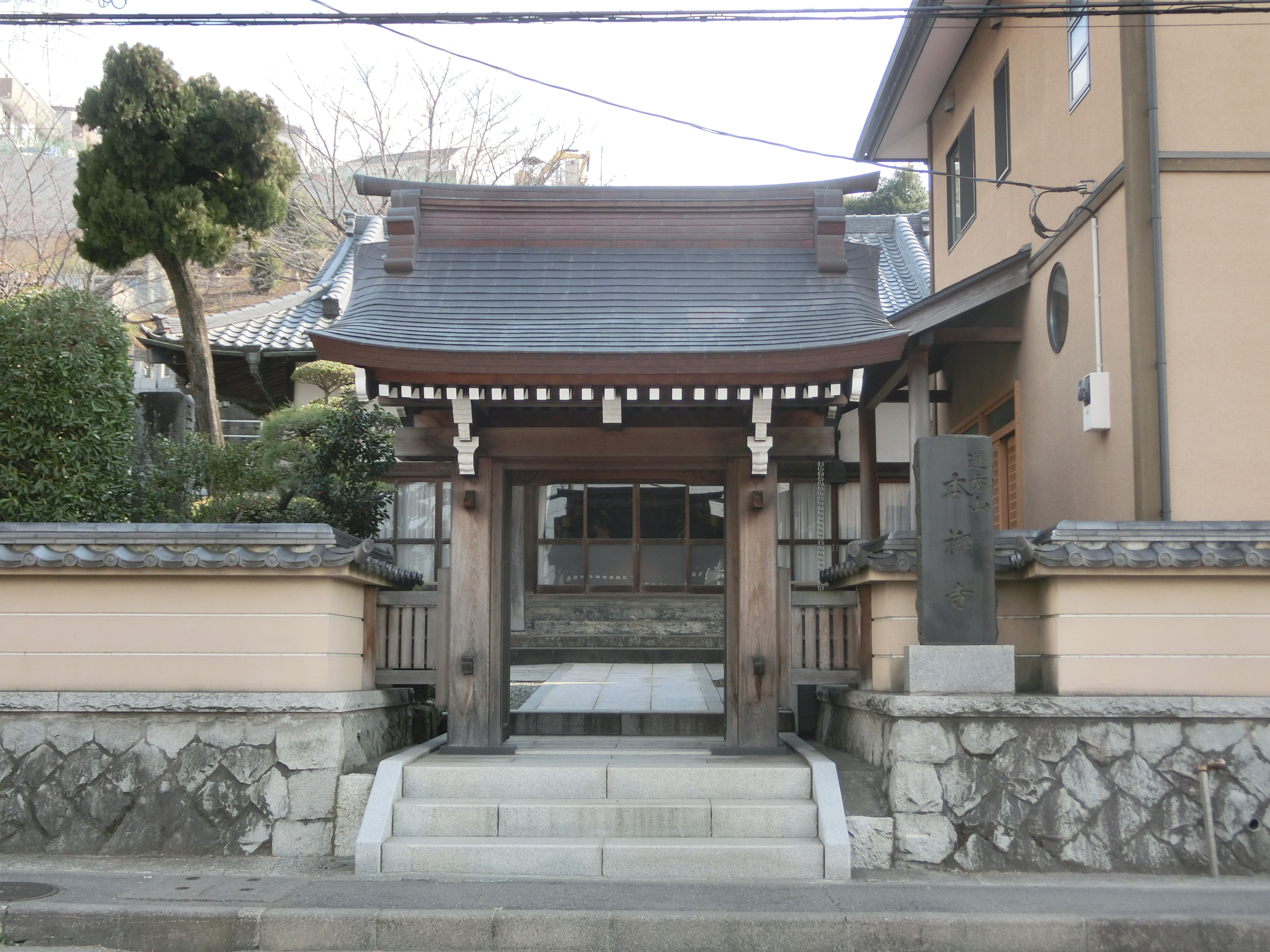
本柳寺

本柳寺（ほんりゅうじ）は、神奈川県横浜市緑区鴨居にある日蓮宗の寺院。山号は蓮秀山。旧本山は小湊誕生寺、潮師法縁。

## 歴史
- 柳下豊後守（豊臣秀吉の小田原城攻めで敗れた北条方の武士）の後裔若狭（眞叟善正、慶長16年（1611年）没）の開基で一楊院日教（天正5年（1577年）没）を開山に創建した[1]。

## 境内
- 本堂
- 山門

## 周辺寺院
- 蓮生寺　境内の青砥大明神は鎌倉時代の領主青砥左衛門藤綱を祀ったもの。

## 参考資料
- 日蓮宗寺院大鑑編集委員会『宗祖第七百遠忌記念出版 日蓮宗寺院大鑑』大本山池上本門寺 (1981年)
- 「鴨居村 本柳寺」『新編武蔵風土記稿』 巻ノ87都筑郡ノ7、内務省地理局、1884年6月。NDLJP:763987/107。

座標: 北緯35度30分36.1秒 東経139度34分17.3秒 / 北緯35.510028度 東経139.571472度